# Hedrehely
Hedrehely é um município da Hungria, situado no condado de Somogy. Tem 25,51 km² de área e sua população em 2019 foi estimada em 389 habitantes.